# Primo Schiavon
Primo Schiavon (Silea, 1º gennaio 1907 – 17 aprile 1994) è stato un politico italiano.

## Biografia
Assieme ad Angelo Visentin, che diverrà pure deputato, fu tra i fondatori della Coldiretti di Treviso, il 6 ottobre 1945.
Esponente della Democrazia Cristiana, venne eletto deputato per tre legislature consecutive, rimanendo a Montecitorio dal 1958 al 1972. Ricoprì anche la carica di sindaco del comune di Roncade dal 1966 al 1973.
Morì il 17 aprile 1994 all'età di 87 anni.